# 正統教義
正統教義（せいとうきょうぎ、英語: orthodoxy）・正統主義（せいとうしゅぎ）とは、異端（Heresy）の対義語である。
多くの場合、キリスト教に関係して用いられる。

## キリスト教正統派
歴史的文脈によってその指す対象は様々に異なる。また、「教義」と「教理」の語には相違がある。
1. 第2コンスタンティノポリス公会議までの古代の7つの全地公会議によって決定された信条に基づく教義。特に、4～5世紀のアタナシオス派、カルケドン派教会（ギリシャ正教系正教会とカトリック教会の母体）の時代までに生み出された信条（ニカイア信条（原ニカイア信条）、ニカイア・コンスタンティノポリス信条、カルケドン信条、使徒信条[注 1]、アタナシオス信条[注 2]など）に告白されている教義のこと。正統主義は、その教義に則る立場のことである。
2. 上からの派生で、上記教義の全部または一部を継承すると自認する教会のこと。正統派。よく用いられる例としては次のものがある。
  - 正教会（ギリシャ正教）の自己言及としての正教会。
  - カトリック教会（ローマ・カトリックおよび東方典礼カトリック教会）の自己言及としてのカトリック教会。
  - 使徒継承教会（カトリック教会、正教会、東方諸教会、および自認としては聖公会、復古カトリック教会、北欧・バルトのルター派教会など）の自己言及としての使徒継承教会。
  - ルター派教会内における主流派。特に、敬虔主義の対義語として用いられる[3]。
  - プロテスタントのうち、下記のいわゆる福音派に対して、発祥を16世紀宗教改革の時期にまで遡れる、かつ早い段階でいずれかの国家・領邦に公認され主流派の地位を築いた、比較的伝統的な教派（主に、ルター派教会、およびカルヴァン主義に立脚した改革派・長老派教会、またその2派による合同教会）を指す概念。聖公会も、広義のプロテスタントと見なした場合にはこれに含まれる。また、発祥は比較的後世であるが、メソジスト（ことにメソジスト監督教会）なども含まれる場合がある。「メインライン・プロテスタント（主流派）」とも呼ぶ。
  - 上記とは逆に、プロテスタントのうち、主に近現代の英国・米国を中心として隆盛した、宗教改革の原点回帰的志向とリバイバルの信仰を受け継ぎ、聖書信仰を主眼とする「福音派」（ホーリネス教会、ペンテコステ派、バプテスト教会などの一部）の自己言及としての言葉。近代の聖書批評学と自由主義神学・新正統主義神学により、「（彼らにとって）キリスト教の本質とされる聖書至上主義を捨て、ローマ・カトリック教会等とエキュメニカル運動を行い、他宗教との行き過ぎた対話により混合宗教化しつつある」等と見なされるリベラル派・エキュメニカル派プロテスタントに対して、聖書信仰を軸とする福音主義[注 3]・根本主義的信仰を持つ教派あるいは個教会を指す概念。

これらの教派が一定の歴史的時代および場所において多数派を占めており、この名辞が多用されたことから、今日の思想史的研究において、特に、これらの立場に共鳴を持たない中立的記述においても、これらの名辞は便宜上用いられるのが通例である。